# Baai van Carmarthen

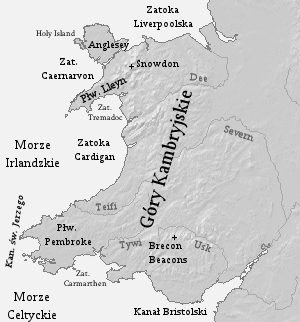
Baai van Carmarthen

De Baai van Carmarthen (Welsh: Bae Caerfyrddin) is een inham (kreek) aan de kust van Zuid-Wales. De kustlijn heeft bekende stranden zoals Pendine Sands en Cefn Sidan Sands en is gedeeltelijk onderdeel van Pembroke Coast National Park (Brits Nationaal natuurgebied).
De Loughor mondt uit in deze baai nabij Loughor Delta (estuarium). De rivieren Tywi, Tâf en Gwendraeth monden uit nabij de Three Rivers Delta. Het eiland Caldey ligt in de baai vlak bij Tenby.
Van oost naar west liggen aan deze baai de steden en dorpen Pembrey, Kidwelly, Ferryside, Llansteffan, Laugharne, Pendine, Amroth, Wiseman's Bridge, Saundersfoot and Tenby. Een bekend strand is het Pendine Sands.
Een gebied van de kustlijn van Carmarthen Baai nabij Burry Port is rond 1980 gebruikt om windmolen(turbines) te testen. De eerste turbine in dit gebied werd in november 1982 in gebruik genomen.
Vijf turbines van verschillende ontwerpen werden getest tussen 1982 en 1989. Het doel van het testgebied naderde zijn einde aan het einde van de jaren 90 en de turbines werden verwijderd en uiteindelijk werd het gebied geïntegreerd in het Millennium Coastal Park..

## Referentie
1. ↑  Price, Trevor, UK Large-Scale Wind Power Programme From 1970 to 1990: The Carmarthen Bay Experiments and the Musgrove Vertical-Axis Turbines (2006). Gearchiveerd op 18 juli 2011. Geraadpleegd op 30 december 2008.